# Aeropuerto Internacional de Manas
El Aeropuerto Internacional de Manas (en kirguís: Манас эл аралык аэропорту, en ruso: Международный Аэропорт Манас) (IATA: FRU, OACI: UCFM) (anteriormente UAFM) es el principal aeropuerto internacional de Kirguistán, está situado a 25 km de la capital Biskek en dirección nornoroeste.
También es la localización de la ex base aérea de Manas, una ex base de apoyo de la Fuerza Aérea de los Estados Unidos para la Operación Libertad Duradera y para la Fuerza Internacional de Asistencia para la Seguridad en Afganistán.

## Aerolíneas y destinos
| Aerolíneas                                              | Destinos |
| ------------------------------------------------------- | --- |
| Aeroflot                                                | Moscú-Sheremetyevo |
| Aeroflot operado por Donavia                            | Rostov del Don |
| Aeroflot operado por Rossiya                            | San Petersburgo |
| Air Astana                                              | Almaty, Nursultán |
| Air Bishkek                                             | Belgorod, Irkutsk, Estambul-Atatürk, Kaliningrado, Krasnoyarsk-Yemelyanovo, Moscú-Domodedovo, Novosibirsk, Osh, Seoul-Incheon, Surgut, Ürümqi, Ekaterimburgo                              |
| Air Bishkek operado por Sky Bishkek                     | Batken, Isfana, Jalal-Abad, Kazarman, Kerben Tamchy |
| Air Kyrgyzstan                                          | Belgorod, Delhi, Dubai-International, Dubai-World Central, Dusambé, Krasnoyarsk-Yemelyanovo, Khujand, Moscú-Domodedovo, Novosibirsk, Osh, Taskent, Ürümqi, Ekaterimburgo                  |
| Avia Traffic Company                                    | Almaty, Batken, Dusambé, Grozny, Jalal-Abad, Karakol, Kazan, Krasnoyarsk-Yemelyanovo, Mashhad, Moscú-Domodedovo, Novosibirsk, Osh, St Petersburg, Surgut, Taskent, Ürümqi, Ekaterimburgo, |
| Azerbaijan Airlines                                     | Baku |
| China Southern                                          | Ürümqi |
| East Air                                                | Dusambé |
| flydubai                                                | Dubai-International |
| Iran Air Tours                                          | Mashhad |
| Kyrgyzstan Air Company operado por Avia Traffic Company | Jalal-Abad |
| Pegasus Airlines                                        | Estambul-Sabiha Gökçen |
| Air Manas operating as Pegasus Asia                     | Cheliábinsk, Krasnoyarsk-Yemelyanovo, Estambul-Sabiha Gökçen, Moscú-Domodedovo, Osh, Perm                                                                                                 |
| S7 Airlines                                             | Novosibirsk |
| Sky Bishkek                                             | Batken, Isfana, Jalal-Abad, Kazarman, Kerben, Osh, Khujand, Naryn, Tamchy |
| Tajik Air                                               | Dusambé, Khujand |
| Turkish Airlines                                        | Estambul-Atatürk, Ulán Bator |
| Ukraine International Airlines                          | Kiev-Boryspil |
| Ural Airlines                                           | Moscú-Domodedovo, Ekaterimburgo |
| Uzbekistan Airways                                      | Taskent |
| Yakutia Airlines                                        | Krasnodar Temporal: Irkutsk |